# 1330 Spiridonia
1330 Spiridonia eller 1925 DB är en asteroid i huvudbältet, som upptäcktes 17 februari 1925 av den ryske astronomen Vladimir A. Albitskij vid Simeiz-observatoriet på Krim. Den har fått sitt namn efter Spiridon Il’ich Zaslavskij.
Asteroiden har en diameter på ungefär 68 kilometer.